# Lukas König

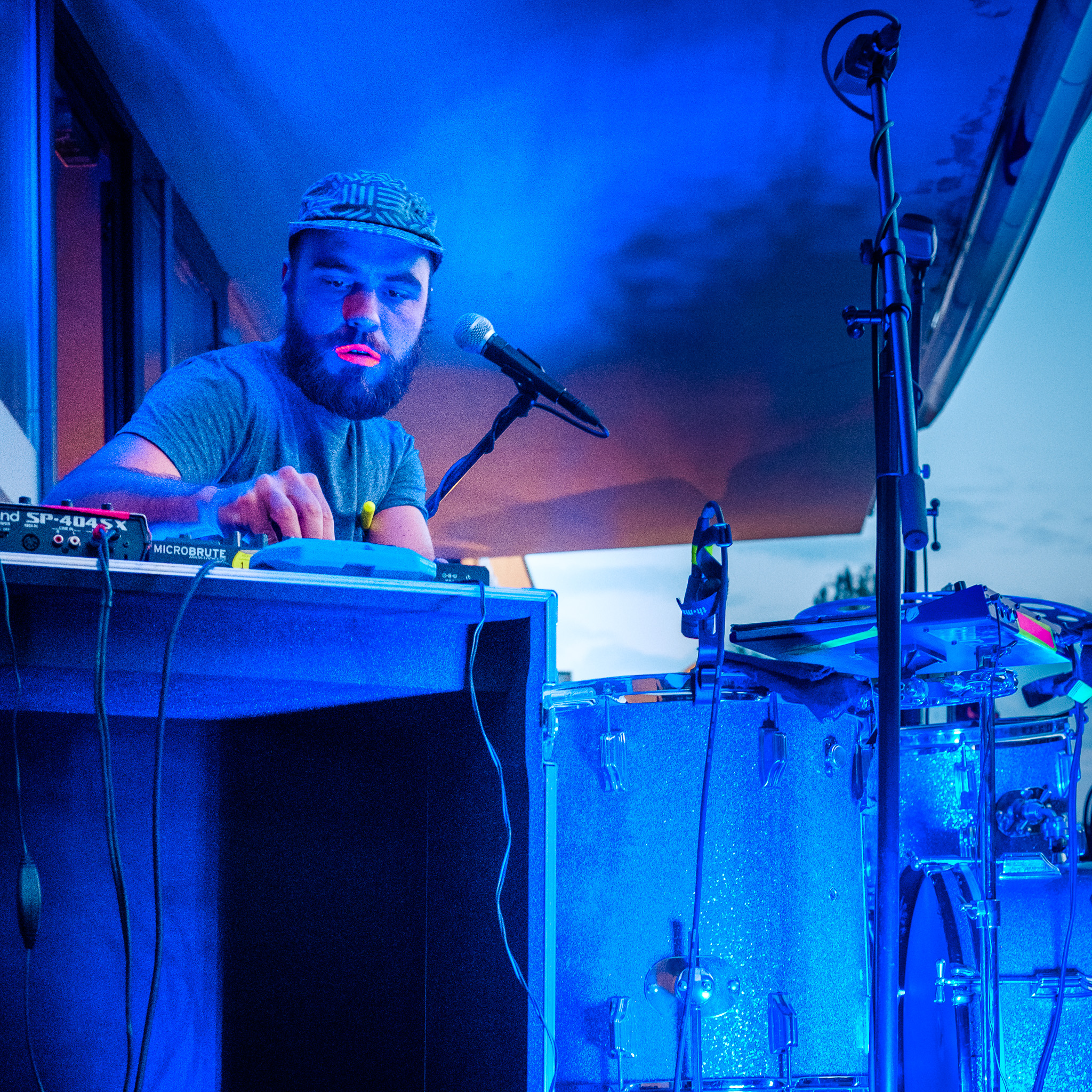
Lukas König bei seiner Soloshow während der Perspektiven // Attersee 2018

Lukas König (* 1988 in St. Pölten) ist ein österreichischer Jazz- und Improvisationsmusiker (Schlagzeug, auch Marimba, Kontrabass, Synthesizer, Keyboard, Rap, Komposition), der in seinen Soloprojekten auch als Kœnig auftritt.

## Leben und Wirken
König erhielt seit 2000 Schlagzeugunterricht in der Musikschule Prinzendorf. Von 2003 bis 2006 besuchte er das Musikgymnasium Wien, wo er seine Matura (Pauke, klassisches Schlagwerk) machte. Dann studierte er Jazzschlagzeug am Gustav-Mahler-Konservatorium für Musik und darstellende Kunst in Wien, aber auch an der Anton Bruckner Privatuniversität in Linz sowie an der Swiss Jazz School und der Hochschule der Künste Bern.
König ist auf Festivals auf der ganzen Welt aufgetreten und hat mit zahlreichen Musikern zusammengearbeitet. In der Gruppe Aethaphon spielte er mit Matthias Pichler und Mike Tiefenbacher. Zusammen mit Leo Riegler gründete er 2011 das Duo Koenigleopold, das 2013 das Debütalbum Eure Armut Kotzt Mich An veröffentlichte. Mit dem Stück Kohlhauser und dem zugehörigen Video erhielt das Duo Anfang 2013 öffentliche Aufmerksamkeit. Mit Martin Eberle, Benny Omerzell und Manu Mayr bildete er das Quartett Kompost 3, das nach dem gleichnamigen Debütalbum (2010) die Alben Epigenesis (2012) und Ballads for Melancholy Robots (2015) vorlegte und auch als Avantgarde-Pop-Band 5K HD mit Mira Lu Kovacs arbeitete.
Im Trio mit Benny Ommerzell und Martin Siewert entstand 2017 das Album Battleship Euphoria. Auf Königs Soloalbum Messing (2020, Ventil Records) reduzierte er sein Instrumentarium auf ein Becken. Mit seinem Quintett Sound Hazards, zu dem Pat Thomas, John McCowen, Farida Amadou und Luke Stewart gehörten, eröffnete er 2023 das Jazzfestival Saalfelden.
Zudem arbeitete König im Improvisationstrio Mopcut mit Audrey Chen und Julien Desprez und in der Clemens Salesny Electric Band. Weiterhin trat er auch mit Karl Sayer, Greenwoman, Ensemble für Neue Musik Zürich, Bilderbuch, der JazzWerkstatt Wien, Gansch & Roses, Die Strottern und Moor Mother auf.
König komponierte nicht nur für eigene Projekte, sondern zudem für das Klangforum Wien das Orchesterstück Stereogram 1 (Uraufführung 2018 im Wiener Konzerthaus).

## Preise und Auszeichnungen
König erhielt 2009 das im Rahmen des Hans-Koller-Preises vergebene New-York-Stipendium und wurde 2014 mit dem BMUKK Startstipendium, dem Bremer Jazzpreis (mit Kompost3) und dem Bawag P.S.K. Next Generation Award ausgezeichnet. 2023 verlieh ihm das Bundesministerium für Kunst, Kultur, öffentlichen Dienst und Sport den Outstanding Artist Award für Musik 2023.

## Diskographische Hinweise
- Malcolm Braff, Lukas Koenig, Reggie Washington: Inside (Enja 2011)
- Wolfgang Puschnig, Paul Urbanek, Raphael Preuschl, Lukas König: Homegrown Seeds (Skylark Production 2016)
- Jessica Pavone, Lukas Koenig, Matt Mottel: Spam Likely (577 Records 2022)
- Kœnig: 1 Above Minus Underground (Ventil Records 2023, mit Rojin Sharafi und Nappy Nina).